# Kategoria archiwalna
Kategoria archiwalna – oznaczenie ważności i wartości dokumentu dokonane na podstawie kwalifikacji dokumentacji.
Dokumentację ze względu na wartość archiwalną dzieli się na:
- materiały archiwalne (oznaczone literą A),
- dokumentację niearchiwalną (oznaczoną literą B),
  - przy tej kategorii występuje liczba, będąca liczbą lat, po której od zakończenia sprawy dokumentację należy wybrakować, np. B10 – dokumentacja ma zostać wybrakowana po 10 latach, licząc od początku następnego roku kalendarzowego,
  - dokumentacja niearchiwalna mająca krótkotrwałe znaczenie praktyczne jest oznaczana kategorią BC,
  - dokumentacja niearchiwalna, która po pewnym czasie podlega ekspertyzie, której celem jest przekwalifikowanie na materiały archiwalne lub wybrakowanie, jest oznaczana kategorią BE z dopiskiem liczby lat, po której ma zostać wybrakowana lub przekwalifikowana, np. BE50 – akta osobowe pracowników.